# Interleukina 19
Interleukina 19, IL-19 – homolog interleukiny 10, który jest wytwarzany przez monocyty oraz makrofagi pod wpływem stymulacji LPS. Wydzielanie wzmagają również interleukina 4 i interleukina 13. 
Działa ona pozytywnie na wytwarzanie interleukiny 16 oraz TNF. Zwiększa ona też produkcję interleukiny 4 przez limfocyty Th2.